# Suszenie
Suszenie – zespół operacji technologicznych, mających na celu zredukowanie zawartości rozpuszczalnika (np. wody) w produkcie. 
Suszenie ciał stałych wykonuje się poprzez odparowanie rozpuszczalnika – dostarczenie ciepła i przepływ gazu nad substancją suszoną lub obniżenie ciśnienia (suszenie próżniowe). Jeśli usuwany rozpuszczalnik znajduje się w fazie stałej i sublimuje, proces suszenia określa się jako liofilizacja. Obniżenie prężności pary wodnej nad ciałem suszonym uzyskuje się także przez umieszczenie go w naczyniu (eksykatorze) razem ze środkiem o właściwościach higroskopijnych, tj. pochłaniającym wilgoć (np. bezwodny CaCl2 lub P2O5).
Suszenie cieczy i gazów oznacza usunięcie z nich wody. Do suszenia cieczy stosuje się dodatek suszący, np. sit molekularnych lub destylację. Gazy suszy się poprzez:
- absorpcję pary wodnej przez np. H2SO4, gliceryna, roztwory soli, zasad i kwasów
- adsorpcję pary wodnej przez stałe środki suszące, np. aktywną krzemionkę
- obniżenie temperatury – wykraplanie lub wymrażanie.

Suszenie na skalę laboratoryjną prowadzić można w suszarkach laboratoryjnych, a na skalę przemysłową w suszarkach próżniowych, komorowych, tunelowych, bębnowych rozpryskowych, wieżowych, szybowych i in., a także w suszarniach. Duże znaczenie w przemyśle spożywczym ma suszenie żywności, w przemyśle leśnym – suszenie drewna. Usunięcie wody (pary wodnej) uniemożliwia rozwój drobnoustrojów, jak również ogranicza przebieg przemian enzymatycznych i nieenzymatycznych.